# Termodinâmica quântica
A termodinâmica quântica é o estudo das relações entre duas teorias físicas independentes: termodinâmica e mecânica quântica. As duas teorias independentes tratam dos fenômenos físicos da luz e da matéria.
Em 1905, Einstein argumentou que a exigência de consistência entre termodinâmica e eletromagnetismo nos leva à conclusão de que a luz é quantizada obtendo a relação {\displaystyle E=h\nu }. Este artigo é o início da teoria quântica. Em algumas décadas, a teoria quântica se estabeleceu com um conjunto independente de regras.  Atualmente, a termodinâmica quântica trata do surgimento de leis termodinâmicas da mecânica quântica. Ela difere da mecânica estatística quântica na ênfase em processos dinâmicos fora de equilíbrio. Além disso, há uma busca pela teoria para ser relevante para um único sistema quântico individual.

## Visualização dinâmica
Existe uma conexão íntima da termodinâmica quântica com a teoria dos sistemas quânticos abertos. A mecânica quântica insere dinâmica na termodinâmica, dando uma base sólida à termodinâmica para tempo finito. A principal premissa é que o mundo inteiro é um grande sistema fechado e, portanto, a evolução do tempo é governada por uma transformação unitária gerada por um hamiltoniano global. Para o cenário combinado do banho do sistema, o Hamiltoniano global pode ser decomposto em:
{\displaystyle H=H_{S}+H_{B}+H_{SB}}
onde {\displaystyle H_{S}} é o sistema hamiltoniano, {\displaystyle H_{B}} é o banho hamiltoniano e{\displaystyle H_{SB}} é a interação sistema-banho. O estado do sistema é obtido a partir de um rastreamento parcial sobre o sistema combinado e o banho: {\displaystyle \rho _{S}(t)=Tr_{B}(\rho _{SB}(t))}. Dinâmica reduzida é uma descrição equivalente da dinâmica do sistema, utilizando apenas operadores do sistema. Assumindo a propriedade de Markov para a dinâmica, a equação básica de movimento para um sistema quântico aberto é a equação de Lindblad (GKLS):
{\displaystyle {\dot {\rho }}_{S}=-{i \over \hbar }[H_{S},\rho _{S}]+L_{D}(\rho _{S})}
{\displaystyle H_{S}} é uma parte hamiltoniana (Hermitiana) e {\displaystyle L_{D}}:
{\displaystyle L_{D}(\rho _{S})=\sum _{n}\left(V_{n}\rho _{S}V_{n}^{\dagger }-{\frac {1}{2}}\left(\rho _{S}V_{n}^{\dagger }V_{n}+V_{n}^{\dagger }V_{n}\rho _{S}\right)\right)}
é a parte dissipativa que descreve implicitamente através dos operadores do sistema {\displaystyle V_{n}} a influência do banho no sistema. A propriedade de Markov impõe que o sistema e o banho não estejam correlacionados o tempo todo {\displaystyle \rho _{SB}=\rho _{s}\otimes \rho _{B}}. A equação L-GKS é unidirecional e conduz qualquer estado inicial {\displaystyle \rho _{S}} para uma solução em estado estacionário que é invariável da equação do movimento {\displaystyle {\dot {\rho }}_{S}(t\rightarrow \infty )=0}.
A imagem de Heisenberg fornece uma ligação direta para observáveis termodinâmicos quânticos. A dinâmica de um sistema observável representado pelo operador, {\displaystyle O}, tem a forma:
{\displaystyle {\frac {dO}{dt}}={\frac {i}{\hbar }}[H_{S},O]+L_{D}^{*}(O)+{\frac {\partial O}{\partial t}}}

onde a possibilidade de que o operador, {\displaystyle O} é explicitamente dependente do tempo, está incluído.